# Егільмар II
Егільмар II (нім. Egilmar II.; бл. 1085 — 1142 або 1153) — 2-й граф Ольденбургу в 1108—1142 роках. Розширив свої володіння.

## Життєпис
Другий син Егільмара І, графа Лерігау, Газегау і Ольденбургу, та Рикси. Народився близько 1085 року. Вперше письмово згаданий 1099 року.
Близько 1102 року оженився на представниці роду Рітбергів. 1108 року, після того як батька віддалився до монастиря Убург, розділив зі старшим братом родинні володіння, отримавши Ольденбург.
Разом з братом вів запеклі війни з фризами, розширивши володіння до кордонів колишнього королівства Фризія. Близько 1112 року вступив у суперечку з графом Рудольфом I фон Штаде щодо бабциного спадку, скориставшись конфліктом графа з імператором. Але вікарний граф Фрідріх фон Штаде змусив Егільмара II відмовитися від своїх зазіхань.
1124 року став фундатором церкви Святого Йоганна в Бад-Цвішенан, підтримував монастир Растеде біля Ольденбургу. У 1120-ті роки обіймав посаду фогта абатства Олександра в Вільдесгаузені.
У 1141 році Кельнський королівський літопис повідомив про війну Егільмара II проти графів Екберта фон Текленбурга та Отто фон Равенсберга. Нібито Егільмар II спочатку зазнав поразки, потім захопив своїх супротивників. Конфлікт було залагоджено шлюбним договором.
Останній раз згадується 1142 року. За деякими відомостями був вбитий старшим братом Крістіаном. Але низка дослідників вважають таке твердження помилковим, навіть припускають, що Егільмар II був живим до 1153 року.

## Родина
Дружина — Еліка, донька Генріха, графа Верль-Рібурга
Діти:
- Генріх (1122—1167), граф Вільдесгаузену
- Крістіан (1123—1167), граф Ольденбургу
- Беатрікс (1124—до 1184), дружина едельгера Фрідріха фон Амфурта
- Еліка (1126—1189), дружина графа Генріха I фон Текленбург
- Отто (1130—1184), пробст Бременського собору